# Рони Сайз
Рони Сайз (англ. Roni Size, настоящее имя Райан Уильямс; род. 29 октября 1969, Бристоль) — английский музыкант, автор и исполнитель электронной музыки, один из пионеров британского джангла и драм-н-бейс, известность получивший прежде всего как лидер группы Reprazent, в состав которой входили DJ Krust, Suv, Die и вокалистка Onallee. Рони Сайз начал записываться в 1992 году на лейбле Брайана Ги (англ. Bryan Gee) и Джека Фроста (англ. «Jumping» Jack Frost) V Recordings, а спустя некоторое время вместе с Крастом создал собственный лейбл Full Cycle Records. В 1997 году Рони Сайз и Reprazent стали лауреатами Mercury Prize с альбомом New Forms, опередив таких конкурентов, как The Chemical Brothers, Primal Scream и The Prodigy.
В 1998 году Сайз создал новый проект Breakbeat Era, в состав которого вошли DJ Die и вокалистка Леони Лоуз (Leonie Laws), и выпустил альбом Ultra-Obscene, после чего записывался как с Reprazent (альбом In the Møde), так и соло.

## Дискография
- Music Box (1995)
- New Forms (1997)
- Ultra-Obscene (1999) с DJ Die, как Breakbeat Era
- Through the Eyes (2000)
- In the Mode (2000)
- Touching Down (2002)
- Touching Down, Vol. 2 (2005)
- Return to V (2005)
- New Forms (Remastered) (2008)
- Size Matters EP (2014)
- Take Kontrol (2014)